# Ain Jemaa
Ain Jemaa  (in arabo عين جمعة‎?) è un centro abitato e comune rurale del Marocco situato nella prefettura di Meknès, regione di Fès-Meknès. Conta una popolazione di 15 265 abitanti (censimento 2014).